# Tyti
| ti | i | i | t · Z4 | B7 |

| ti | i | i | t · Z4 | B7 |

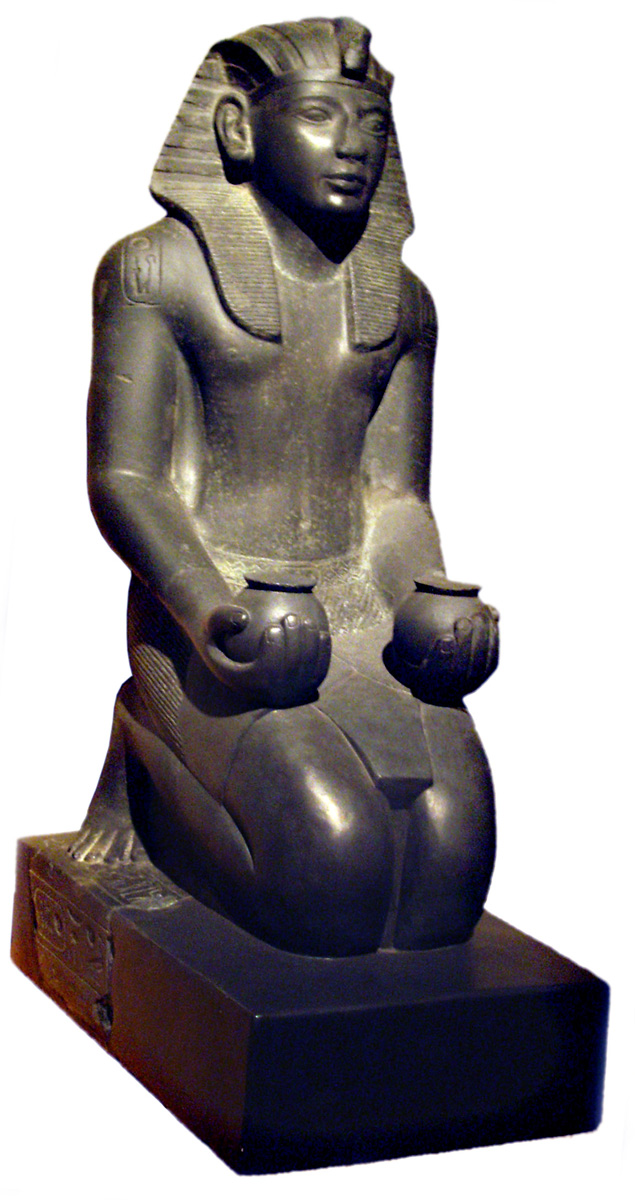
Estatua de Ramsés IV, hijo de Tyti, presentando ofrendas a una deidad. British Museum.

Tyti fue una antigua reina egipcia de la dinastía XX, esposa y hermana de Ramsés III y posiblemente madre de Ramsés IV.

## Biografía

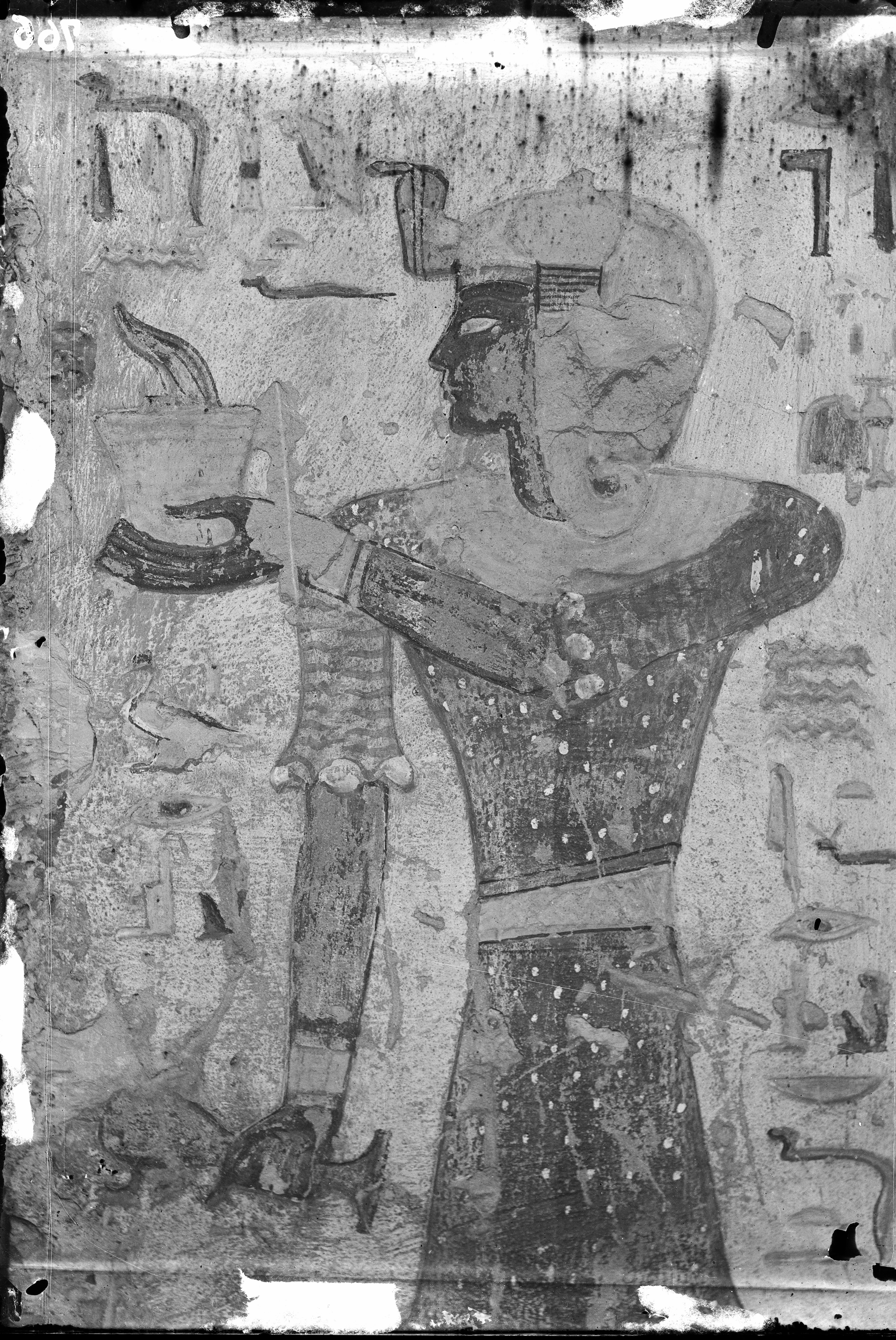
El dios Iunmutef, representado en el acto de hacer una libación. Muro a la izquierda de la entrada a la cámara funeraria de la tumba de Tyti QV52. Excavaciones de Schiaparelli, 1903.

Antiguamente no estaba claro qué faraón fue su esposo, pero ahora puede identificarse como Ramsés III según las nuevas evidencias publicadas en la edición de 2010 del Journal of Egyptian Archaeology (JEA). Sus títulos mostraban que era hija, hermana, esposa y madre de reyes.
En el pasado, se pensaba principalmente, que estaba casada con Ramsés X, y que tanto ella como su esposo eran hijos de Ramsés IX, y su hijo era Ramsés XI. Sin embargo, otra teoría de Jehon Grist la ubica a principios de la dinastía XX identificándola como hija y esposa de Ramsés III y madre de Ramsés IV, según las similitudes en el estilo de su tumba y las de los príncipes que vivieron durante este período. A juzgar por la edad de su hijo, esto significaría que Ramsés se casó con su hija antes de ascender al trono, pero los matrimonios padre-hija ocurrían solo entre los faraones y sus hijas.
A Tyti se la representa con un tipo de corona que es, según una teoría, un atributo de las princesas-reinas (la princesa-reina de la dinastía XIX, Nebettaui, se mostraba con esta corona y Sitamón de la dinastía XVIII usó una versión anterior).
Sin embargo, una nueva investigación académica publicada en la edición de 2010 del JEA estableció claramente que la reina Tyti fue, de hecho, la esposa de Ramsés III, basándose en ciertas copias de partes de los papiros del robo de tumbas (o papiro BM EA 10052), realizadas por Anthony Charles Harris, que revelaban confesiones hechas por ladrones de tumbas que irrumpieron en la tumba de Tyti y la vaciaron de sus joyas.
En esos textos, Tyti aparece como reina del faraón Ramsés III, lo que significa que probablemente fuese la madre del rey Ramsés IV, ya que se sabe que Ramsés VI era hijo de otra reina de Ramsés III, llamada Iset Ta-Hemdyert. Incluso el egiptólogo Aidan Dodson, que dudaba de la teoría de Grist sobre la identidad del esposo real de Tyti, ahora acepta esta nueva evidencia, ya que proviene de notas recién descifradas de este papiro del robo de tumbas realizado por Anthony Harris.
Dada su posición como esposa de Ramsés III, Leblanc ha conjeturado que Tyti fuese la madre de Jaemuaset, Amenherjepeshef y Ramsés Meriamun. Estas apreciaciones están basadas en las similitudes con respecto a sus programas decorativos.

## Tumba QV52
La tumba de Tyti está designada como QV52 en el Valle de las Reinas y allí aparecen sus títulos: Hija del rey,  Hermana del rey, Esposa del rey, Madre del rey, Esposa del dios, Señora de las Dos Tierras. La tumba ya había sido descrita por Champollion (tumba 3), Lepsius (número 9), Wilkinson (número 12) y Hay (número 2). La QV52 consta de un corredor, cámaras laterales, una sala y una cámara funeraria interior.
El corredor tiene una puerta que se abre a otro tramo del corredor que se ha descrito como una antecámara. Los muros están decorados con deidades que forman parejas una en el muro norte y otra en el muro sur. Después de la diosa alada sentada Maat, encontramos a los dioses Ptah (sur) y Thot (norte) que representan el inframundo, luego Ra-Harajti y Atum que son deidades solares, seguidos por Imset y Hapy y por Duamutef y Qebehsenuf, los cuatro hijos de Horus. El desfile de deidades es concluido por Isis y Neftis.
Las decoraciones de la sala constan de deidades protectoras. Se incluyen, por ejemplo, los dioses Herymaat y Nebneru ('Señor del terror'). Herymaat representa el renacimiento de la reina Tyti. Las puertas de las cámaras laterales (o anexos) están decoradas con guardianes que recuerdan al Libro de los Muertos. La entrada a la cámara final está decorada con los cuatro hijos de Horus. Imset y Duamutef en el lado sur de la entrada y Hapy y Qebehsenuf en el lado norte.
Las decoraciones de las cámaras laterales incluyen dioses del inframundo, imágenes de cajas canópicas y de las almas de Pe y Nejen. Una de las cámaras laterales también incluye una escena que muestra a la reina como sacerdote Iunmutef (masculino). En la cámara interior la reina vuelve a aparecer ante varias deidades. La pared trasera contiene una escena que representa a Osiris. Está sentado en un trono, asistido por Thot, Neftis, Neit y Serket.
La tumba fue reutilizada durante el Tercer Período Intermedio. Se cavó un pozo en las cámaras interiores y las excavaciones han arrojado una variedad de elementos funerarios, incluidos sarcófagos y artículos personales de esos posteriores enterramientos intrusos.